# 저스틴 머스크
저스틴 머스크(영어: Justine Musk, 1972년 9월 2일 ~ )는 캐나다의 작가이다.